# 시안 종루

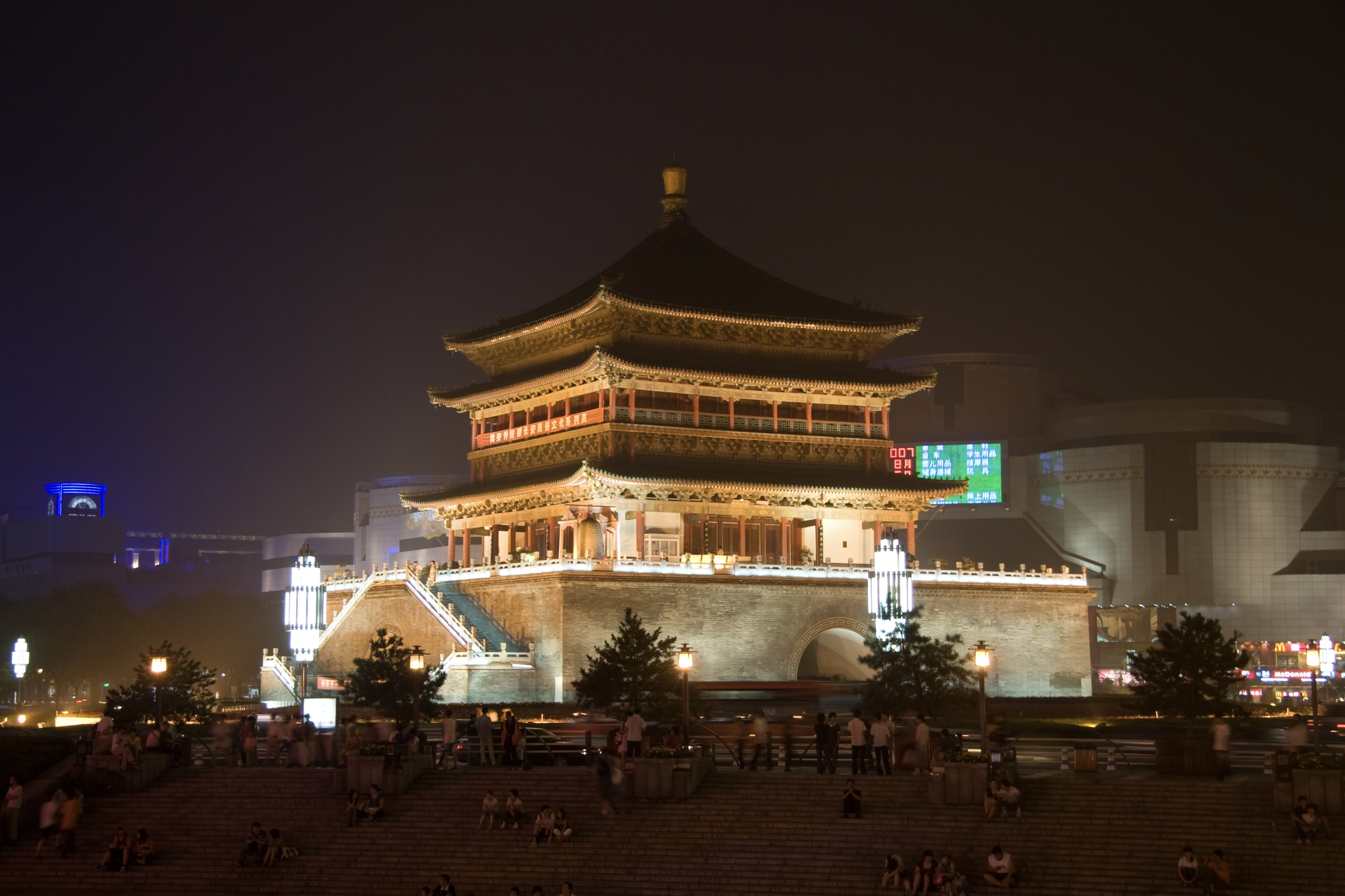
종루의 야경

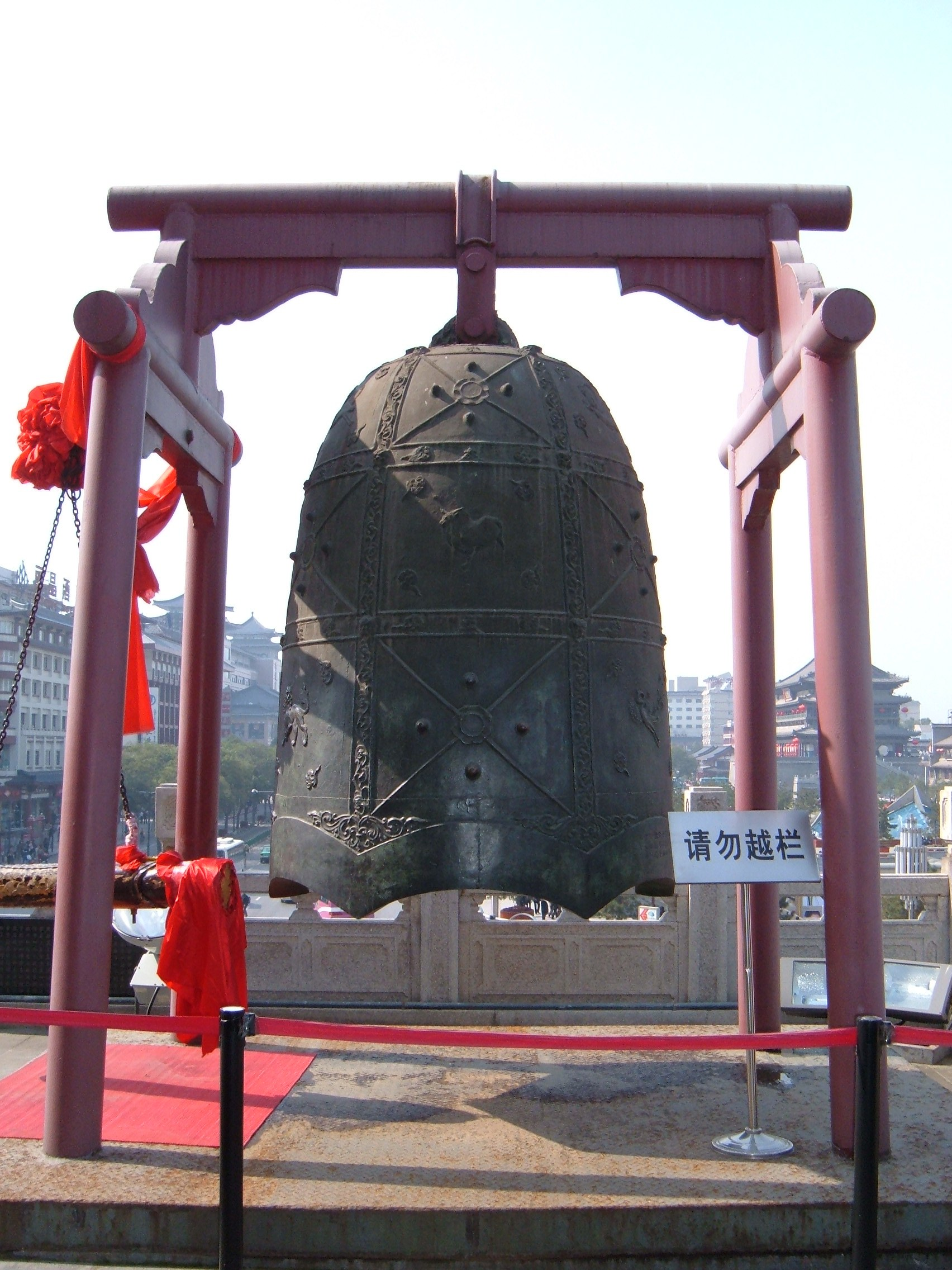
711년 당나라 때 주조된 징윤종

종루(중국어: 钟楼)는 명나라 초기에 세워진 시안시의 상징물로 1384년에 세워졌다. 중국에 있는 종루 중 가장 규모가 큰 것 중의 하나이다.

## 개요

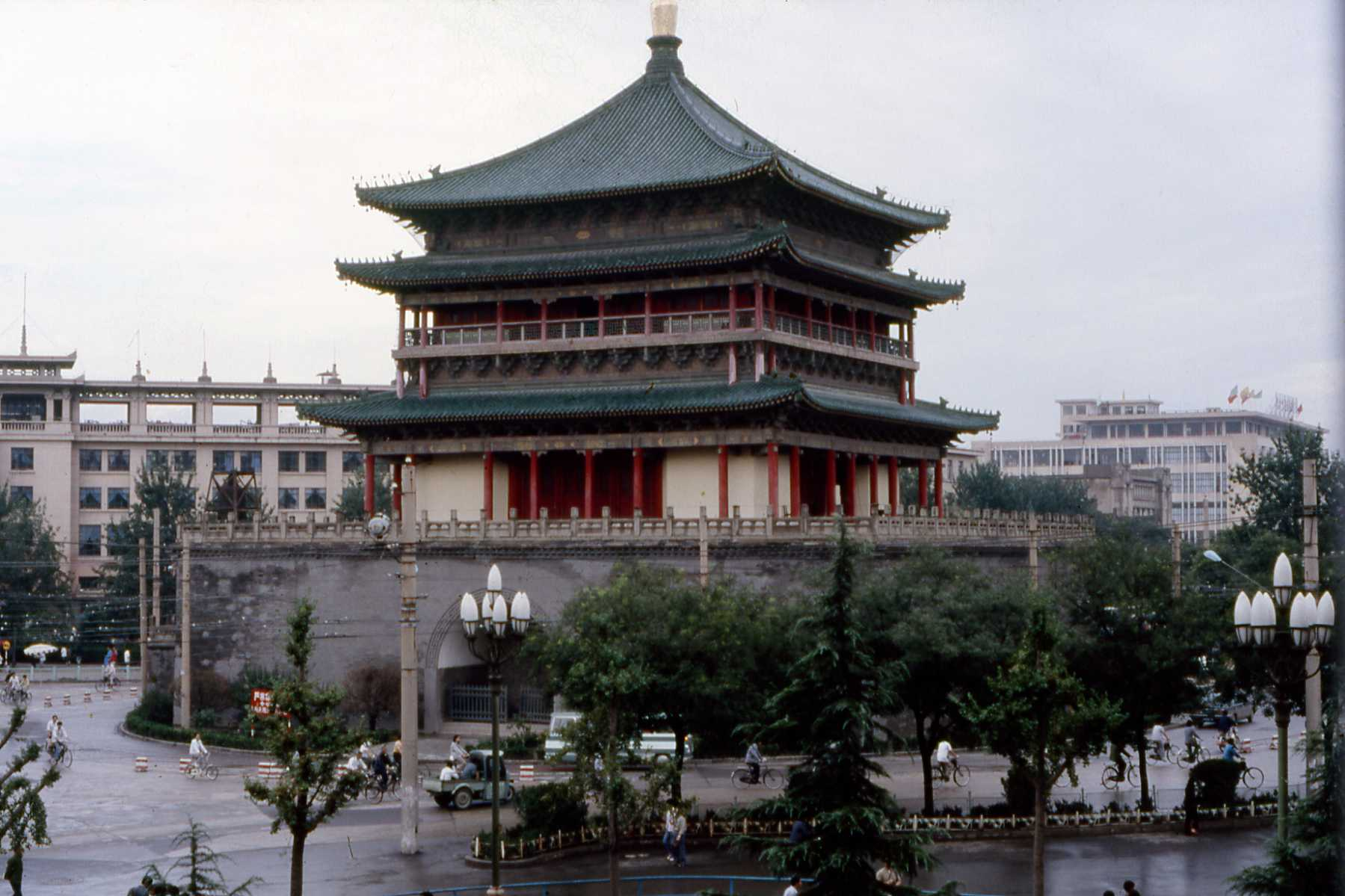
서안 종루, 1985년

종루에는 당나라 시대 만들어진 대형 청동 주조로 된 종이 여러 개 있다. 종루의 누각은 정사각형이며, 1,377m2의 면적으로 벽돌과 원목을 사용하여 40m 높이로 지어졌다.
남문에서 위쪽(북)으로 600m 떨어진 곳에 위치하며, 교통의 중심이자, 여행의 중심지가 된다. 종루에서 고루는 한눈에 보이며 직선거리로 260m 떨어져 있고, 오른편으로 종고루 광장을 끼고 기역자 형태로 위치한다.

## 같이 보기
- 시안 고루